# 何無忌
何無忌（？—410年5月9日），晉代東海郡郯縣人，劉牢之之甥，東晉末年將領。曾與劉裕等起兵討伐篡位的桓玄，後官至江州刺史，在盧循之亂中與徐道覆作戰戰死。

## 生平
何無忌少有大志，獲州府命為從事，後轉太學博士，舅舅劉牢之镇守京口時也常與他參議大事。隆安四年（400年），司馬元顯封其子司馬彥璋為東海王，任命何無忌為東海國中尉，加廣武將軍。
元興元年（402年），劉牢之受命作為前鋒都督討伐荊州刺史桓玄，但當桓玄率軍漸漸逼近建康，劉牢之仍沒進攻桓玄，反倒因怕滅桓玄後不能被司馬元顯所容，終決定向桓玄投降。何無忌以及劉裕在當時屢次懇切地諫止劉牢之，但劉牢之都不從，還是向桓玄投降。桓玄及後擊敗了司馬元顯，並將司馬元顯和其黨眾，以及司馬彥璋也處死了。何無忌知道司馬彥璋被處死，就在集市上痛哭，獲當時的人稱許。劉牢之及後被桓玄調為會稽內史，被劉牢之視為削奪其權力的行為，於是圖謀起兵討伐桓玄。然而，劉牢之將計謀告訴劉裕後，劉裕卻以人情皆附桓玄，拒絕支持劉牢之。當時何無忌亦問劉裕自己去向，劉裕說：「我看劉牢之肯定會失敗，你可隨我返回京口。若桓玄守晉臣之節，我就與你輔助他；否則，我就與你共謀消滅他。」何無忌聽從而與劉裕同返京口，而劉牢之亦因得不到其他幕僚支持而失敗自殺。

### 興舉義兵
桓玄得勢後自居高位，又讓桓氏子弟擔當內外要職，更誅殺一批北府軍舊將，有篡位之心。元興二年（403年），劉裕奉命攻伐叛亂的盧循，在擊敗盧循後，何無忌偷偷去見劉裕，勸說劉裕在山陰縣起兵討伐桓玄，不過劉裕想等待桓玄正式篡位，而在鄰近建康的京口起兵討伐，故此沒有實行何無忌的建議。十二月，桓玄篡位稱帝。元興三年（404年），劉裕與何無忌返回京口，密謀討伐桓玄，復興晉室，於是與劉毅、王懿、孟昶、檀憑之等人共謀起兵。劉裕等軍於二月乙卯日（3月24日）正式起兵，並於次日成功奪取了京口及廣陵兩個重鎮的控制權。當時何無忌亦推薦了劉穆之給劉裕作為主簿。劉裕及後率軍攻陷建康，桓玄出走江陵，劉裕在建康以武陵王司馬遵承制建立行臺，司馬遵遂以何無忌為輔國將軍、琅邪內史，並授予司馬道子府中精兵，命其與劉道規在劉毅統領下追擊桓玄。

### 討平諸桓
桓玄西走江陵，留何澹之等人留守湓口，而何無忌和劉道規就於四月庚戌日（5月18日）在桑落洲與何澹之軍作戰，何無忌縱然知道何澹之不在來攻的船艦之上，不過仍勸劉道規盡力進攻，意圖強大自軍的士氣並降低敵軍士氣。何無忌等奪取了來攻的船艦後宣稱何澹之已被其所俘，令敵軍軍心驚擾，何無忌於是與劉道規乘勝進攻，於是大敗何澹之，並接連攻下湓口和尋陽，將在尋陽的晉室宗廟神主以及武康公主和琅邪王妃褚靈媛送回建康。五月癸酉日（6月10日），何無忌與劉毅和劉道規等於崢嶸洲擊敗桓玄親率的軍隊，桓玄在戰後棄江陵西走。江陵當時受荊州別駕王康產的控制，奉晉安帝復位。不過，劉毅等所率的義軍在桓玄死後十日仍未到江陵，桓振等人於是乘虛襲取江陵，何無忌等至巴陵，先後擊敗在馬頭的桓謙和龍泉的桓蔚，及後不聽劉道規勸止，直取江陵，卻被桓振和馮該合兵擊敗，與劉毅等被逼退還尋陽。十月，劉毅等再率何無忌等西進討伐桓振，先陷夏口以及馮該分兵戍守的魯山城和偃月壘，至十二月再取巴陵。義熙元年（405年），因南陽太守魯宗之舉兵討伐桓氏，桓振率兵進攻魯宗之，而劉毅等就乘時進陷江陵，何無忌及後護送晉安帝返回建康。三月庚子日（5月3日），何無忌轉督豫州揚州之淮南廬江安豐歷陽堂邑五郡軍事、右將軍、豫州刺史。但何無忌尚未至任就改持節都督江東五郡軍事、會稽太守。
義熙二年（406年），何無忌遷都督荊、江二州之江夏隨義陽綏安及豫州之西陽新蔡汝南潁川三州八郡諸軍事、江州刺史。同年封安成郡開國公，賜食邑三千戶並加督司州之弘農及揚州之松滋二郡軍事，加散騎侍郎，進鎮南將軍。

### 持節戰死
義熙六年（410年）二月，廣州刺史盧循乘劉裕北伐南燕的機會叛亂，進攻江州。三月，何無忌自尋陽引兵拒盧循。長史鄧潛之及參軍殷闡都勸諫何無忌不要輕進，應當據城而守，積蓄精銳與其對抗，不過何無忌都沒有聽從。三月壬申日（5月9日），何無忌與盧循部將徐道覆相遇於豫章，徐道覆命令數百兵以強弩登臨西岸小山射擊何無忌軍。剛巧西風暴急，無忌所乘小艦飄向東岸，徐道覆於是乘風命大艦進逼何無忌之艦，何無忌軍遂奔走潰敗。不過何無忌至此厲聲曰：「取我蘇武節來！」以示像昔日蘇武持節不屈節於匈奴之忠。當符節送至時，何無忌執節以督戰。但是當時敵軍人數太多，何無忌雖毫無懼色，但仍持節戰死。
何無忌死後，朝廷追贈侍中、司空，賜諡號忠肅。何無忌之死隨了令全國震驚，朝野人士更以昔日何無忌與劉裕等共謀討伐桓玄之時皆作計算籌謀，而今天敗死卻因輕率出兵，感到痛惜。

## 性格特徵
- 何無忌忠貞堅定，但意氣用事，每當有人做事不合其心意，情緒就會顯現在其說話和神態上。在劉毅反攻桓振等人佔領的江陵時，何無忌雖受劉毅統率，但他卻以此煩擾，自行解除統率，劉毅以其專擅，於是奏免其琅邪內史職位，改以輔國將軍攝軍事，更因而與一直交好的劉毅生嫌隙[5][6]。

## 子女
- 何邕，一作何勖，何無忌子，繼嗣。

## 延伸阅读
[在维基数据编辑]
 《晉書·卷085》，出自房玄齡《晉書》